# Teta

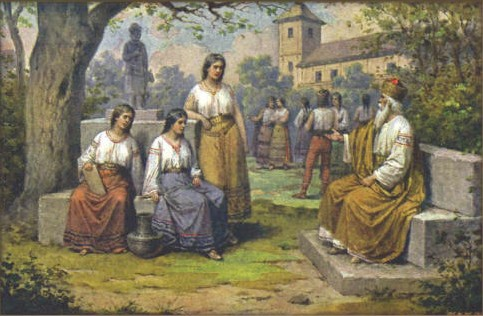
Josef Mathauser: Richter Krok und seine drei Töchter Kazi, Teta und Libuše

Teta (auch Tetka) ist eine mythische böhmische Priesterin. Sie ist die mittlere von drei Töchtern des zweiten böhmischen Herrschers Krok. Ihre Schwestern sind die Ärztin Kazi und die Wahrsagerin Libuše.
Der älteste Bericht über die drei Schwestern ist in der Chronica Boemorum des Cosmas von Prag aus den Jahren 1119–1125 verzeichnet. Cosmas schreibt Teta die Einführung der Religion im Land zu. Sie habe das unverständige Volk angeleitet, Oreaden und Dryaden anzubeten; überdies habe sie eine Glaubenslehre etabliert und eine kultische Ordnung eingeführt. Teta war nicht verheiratet und soll die Burg Tetín bei Beroun erbaut und bewohnt haben.
Die Figur der Teta wird oft mit der Zauberin Kirke aus der griechischen Mythologie verglichen, trotz der für eine solche Analogie dürftigen Quellenlage. Aussagekräftiger ist die Beschreibung der kultischen Praktiken, die Cosmas in der Teta-Passage überliefert. Danach haben die Bewohner des Landes noch im 12. Jahrhundert Quellen und Feuer, Haine, Bäume und Steine angebetet, auf Bergen und Hügeln Opfer dargebracht und von „tauben und stummen Götzen, die sie selbst hergestellt haben“, Schutz für sich selbst und ihre Häuser erfleht. Die Passage ist eine der wenigen ausführlichen schriftlichen Zeugnisse der vorchristlichen Religion auf dem Gebiet Böhmens.
Für ein historisches Vorbild der Priesterin Teta gibt es keine Anhaltspunkte. Die Burg Tetín stammt aus dem späten 9. Jahrhundert und wurde zu Beginn des 10. Jahrhunderts in den Einflussbereich der Přemysliden-Domäne einbezogen. Eine ältere Besiedlung ist archäologisch bezeugt, schriftliche Dokumente oder Namen der Gründer sind jedoch nicht überliefert.